# Onekama
Onekama est un village du comté de Manistee, dans l'État du Michigan, aux États-Unis. En 2020, il comptait une population de 399 habitants.